# Sessi D'Almeida
Sessi Octave Emile D'Almeida (Bordeaux, 20 novembre 1995) è un calciatore beninese con cittadinanza francese, centrocampista del Neftçi Baku e della nazionale beninese.

## Carriera

### Club
Ha giocato nella prima e nella seconda divisione francese e nella seconda divisione inglese.

### Nazionale
Nel 2014 ha esordito in nazionale; nel 2019 ha partecipato alla Coppa d'Africa.